# Procladius dentus
Procladius dentus är en tvåvingeart som beskrevs av Roback 1971. Procladius dentus ingår i släktet Procladius och familjen fjädermyggor. Inga underarter finns listade i Catalogue of Life.